# Live at Buddy Guy's Legends
Live at Buddy Guy's Legends — концертний альбом американського блюзового музиканта Джуніора Веллса, випущений у 1997 році лейблом Telarc. 1998 року альбом був номінований на премію «Греммі».

## Про альбом
На цьому концерті 1996 року Джуніор Веллс знаходиться у чудовій формі (на момент запису CD йому був 61 рік) і виступає з фанковим гуртом, що грає у стилі Джеймса Брауна в клубі Buddy Guy's Legends в Чикаго. Альбом містить 11 композицій і триває 58 хв. Веллс тут співає свої найбільші хіти «Hoodoo Man», «Little by Little» і «Messin' with the Kid». Цей концертний альбом став останнім диском в кар'єрі музиканта.
1998 року на 40-й церемонії нагородження премії «Греммі» альбом був номінований в категорії «Найкращий альбом традиційного блюзу»).

## Список композицій
1. «Broke and Hungry» (Еймос Блейкмор) — 6:28
2. «Messin' with the Kid» (Мел Лондон) — 4:30
3. «Hoodoo Man» (Еймос Блейкмор) — 4:16
4. «Little by Little» (Мел Лондон) — 4:05
5. «The Train» (Рей Чарльз) — 5:13
6. «Sweet Sixteen» (Ел Грін) — 4:40
7. «Got My Mojo Working» (Престон Фостер) — 3:34
8. «Love Her With a Feeling» (Тампа Ред) — 5:13
9. «Help Me» (Сонні Бой Вільямсон II) — 5:19
10. «Today I Started Loving You Again» (Еймос Блейкмор) — 7:22

## Учасники запису
- Джуніор Веллс — вокал, губна гармоніка
- Джонні «Фінгерс» Ігуана — фортепіано, орган
- Стів Лізард, Енді Валлоф — гітара
- Дуглас Фаган — тенор-саксофон
- Джозеф Бертон — тромбон
- Майк Барбер — труба
- Джонні Бенні — електричний бас
- Вернал Тейлор — ударні
- Рубен П. Альварес — перкусія

Технічний персонал
- Джон Снайдер — продюсер
- Майкл Бішоп — інженер